# Tage Nilsson (författare)
Tage Olof Nilsson, född 4 december 1915 i Hedvig Eleonora församling i Stockholm, död 8 november 2010 i Saltsjöbadens församling i Stockholms län, var en svensk förlagsman och författare.
Tage Nilsson var son till rektor Sven Nilsson och Inez Andersson. Efter studentexamen 1935 följde studier vid Stockholms Högskola 1935–1938. Han var anställd vid AB Scientia Stockholm 1942–1943, verkade vid Tidningen Konstvärlden och vid Forum. Han var chefredaktör för Konstrevy 1953, förlagschef vid Ljus förlag samt sektionschef hos Åhlén & Åkerlunds förlag 1958–1961. Tage Nilsson utgav biografin Isaac Grünewald år 1949 samt var redaktör för Gröna visboken och Gula visboken, Lyrikboken, Poesi om kärlek med flera.
Han var från 1944 till hennes död gift med Brita Palme (1913–1999), som var syster till Ulf Palme och förut gift med Iván Grünewald. De fick barnen Svante (född 1947) och Ulrika (född 1949).